# کریستینا لوندبرگ
کریستینا لوندبرگ (انگلیسی: Kristina Lundberg؛ زادهٔ ۱۰ ژوئن ۱۹۸۵) بازیکن هاکی روی یخ اهل سوئد است.